# Uttleya
Uttleya is een geslacht van weekdieren uit de klasse van de Gastropoda (slakken).

## Soorten
- Uttleya ahiparana (Powell, 1927)
- Uttleya arcana Marwick, 1934 †
- Uttleya marwicki Powell, 1952
- Uttleya williamsi Powell, 1952